# Andrej Bajuk

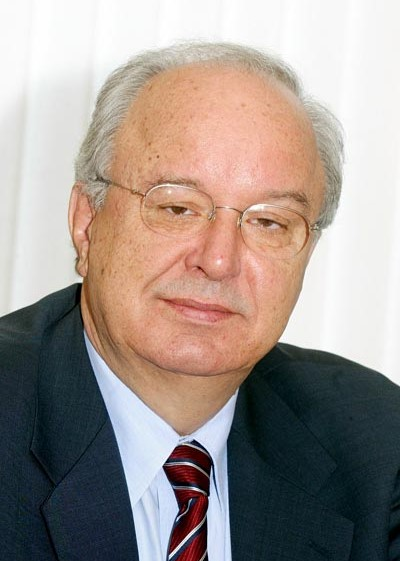
Andrej Bajuk

Andrej Bajuk (* 18. Oktober 1943 in Ljubljana; † 16. August 2011) war ein slowenischer Politiker, Finanzminister und Ministerpräsident seines Landes.
Außerdem war er zwischen 2000 und 2008 Vorsitzender der Partei Neues Slowenien. Nach den Wahlen im Oktober 2004 wurde eine neue Regierung unter Vorsitz von Janez Janša gebildet, in der Bajuk den Posten des Vize-Premierministers und Finanzministers innehatte.

## Leben
Seine Familie floh nach der Machtübernahme der Kommunisten nach Argentinien. Bajuk absolvierte Wirtschaftsstudien an den Universitäten von Mendoza und Chicago und schloss diese mit einem Doktorat an der Universität Berkeley ab. Danach war er in verschiedenen Funktionen in der Weltbank und der Interamerikanischen Entwicklungsbank tätig, bevor er 1999 nach Slowenien zog.
Bajuk war federführend an dem Gesetzentwurf zur Privatisierung der slowenischen Banken beteiligt. Zwischen Mai und November 2000 wurde er nach einer Regierungskrise für kurze Zeit Ministerpräsident. Nach den Wahlen im Jahr 2004 übernahm er in der Regierung Janša den Posten des Finanzministers. Nachdem seine Partei „Neues Slowenien“ bei den Wahlen 2008 nicht mehr den notwendigen Stimmenanteil für den Einzug in die slowenischen Nationalversammlung auf sich vereinen konnte, erklärte er am 21. September 2008 seinen Rücktritt als Parteivorsitzender.